# Jammin
Jammin è stato un programma televisivo italiano di genere musicale, andato in onda su Italia 1 dal 28 ottobre 1994 fino al 1998, per sette edizioni, ogni venerdì in seconda serata.

## Il programma
Il programma ospitava di volta in volta noti artisti musicali del periodo, che si esibivano in performance rigorosamente dal vivo. Il live si svolgeva solitamente nella discoteca Factory o alla discoteca UB di Milano. A partire dal 1996 il programma è stato denominato Jammin Night. La sigla è la canzone Save The Dance Last For Me dei The Drifters.

## Edizioni e conduttrici
La trasmissione ha avuto sette edizioni, alcune delle quali nello stesso anno solare, ed ha visto l'avvicendarsi di sole conduttrici donne:
- 1994–1995: Samantha De Grenet e Elenoire Casalegno (prima edizione);
- 1995: Federica Panicucci (seconda edizione);
- 1996: Elenoire Casalegno e Paola Maugeri (terza edizione);
- 1996-1997: Elenoire Casalegno e Federica Panicucci (quarta edizione);
- 1997: Federica Panicucci (quinta edizione);
- 1997: Federica Panicucci, Paola Maugeri e Luana Ravegnini (sesta edizione);
- 1997-1998: Federica Panicucci, Natalia Estrada e Lorena Forteza (settima edizione);